# Her Life and His
Her Life and His er en amerikansk stumfilm fra 1917 af Frederick Sullivan.

## Medvirkende
- Florence La Badie som Mary Murdock.
- Holmes Herbert som Ralph Howard.
- Ethyle Cooke som Mrs. Nan Travers.
- Samuel N. Niblack som Emmett Conger.